# Michiyo Tashiro
Michiyo Tashiro (jap. 田代美智代, Tashiro Michiyo; * um 1965) ist eine ehemalige japanische Badmintonspielerin. 

## Karriere
Michiyo Tashiro wurde 1990 japanische Meisterin, wobei sie im Mixed mit Takao Hayato erfolgreich war. Bei derselben Veranstaltung wurde sie auch Neunte im Damendoppel. International startete sie 1989, 1990 und 1991 bei den Japan Open sowie 1989 bei den Swedish Open.

## Sportliche Erfolge
| Saison | Veranstaltung                | Disziplin   | Platz | Name                           |
| ------ | ---------------------------- | ----------- | ----- | ------------------------------ |
| 1989   | Swedish Open                 | Damendoppel | 5     | Yoko Koizumi / Michiyo Tashiro |
| 1990   | Japan: Einzelmeisterschaften | Mixed       | 1     | Takao Hayato / Michiyo Tashiro |